# Neotrichoporoides viridimaculatus
Neotrichoporoides viridimaculatus is een vliesvleugelig insect uit de familie Eulophidae. De wetenschappelijke naam is voor het eerst geldig gepubliceerd in 1955 door Fullaway.